# Wilhelm Habich

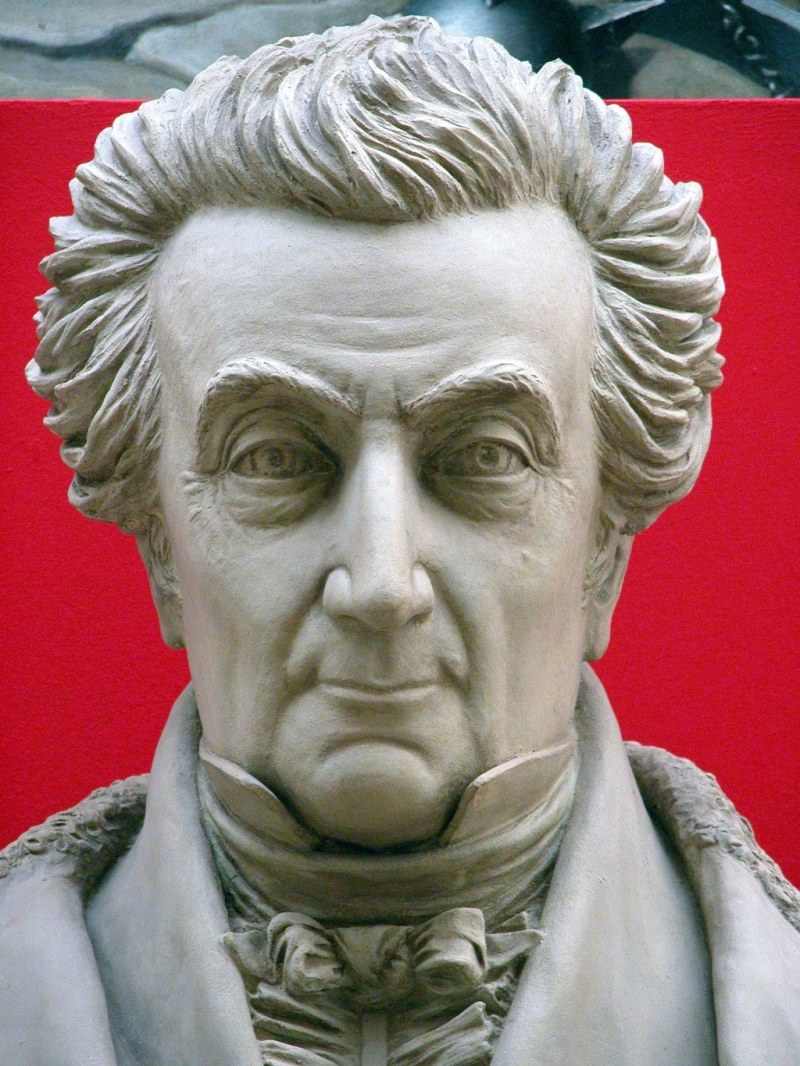
Von Wilhelm Habich 1887 angefertigte Büste Peter Joseph Krahes.

Christian Friedrich Georg Wilhelm Habich (* 20. Oktober 1840 in Clausthal; † 2. März 1933 in Braunschweig) war ein deutscher Bildhauer.

## Leben
Das siebte von neun Kindern einer Harzer Bergmannsfamilie erlernte im Alter von 13 Jahren den Bergmannsberuf. In seiner Freizeit schnitzte Habich Spielzeug, das er auch verkaufte. Die Förderung durch seine Vorgesetzten ermöglichte ihm ab 1858 eine Tätigkeit als Modelleur in der Königshütte bei Lauterberg. Er arbeitete anschließend in einer Möbelfabrik in Oderfeld. Von 1863 bis 1867 erhielt er eine Ausbildung an der Königlichen Polytechnischen Schule in Hannover. Anschließend war er im dortigen Atelier des Bildhauers Friedrich Wilhelm Engelhardt tätig. Hier entstand seine erste eigenständige Reiterstatue „Gottfried von Bouillon“. Von 1867 bis 1870 war Habich als Modellmeister im Ilsenburger Eisenhüttenwerk beschäftigt, bevor er nach Hannover zurückkehrte. Nach kurzem Aufenthalt zog er 1872 mit seiner zweiten, aus Braunschweig stammenden Ehefrau Friederike Hintze nach Braunschweig. Dort arbeitete er über 50 Jahre als freischaffender Künstler. Daneben war er zwischen 1873 und 1894 als Zeichenlehrer an Braunschweiger Schulen tätig. Er gehörte der geselligen Vereinigung der Kleiderseller um den Dichter Wilhelm Raabe an. Habich wurde mit dem Orden Heinrichs des Löwen ausgezeichnet. Seine Werke fanden überregionale Anerkennung. Er starb 1933 hochbetagt in Braunschweig. Seinen Nachlass verwahrt das Staatsarchiv Wolfenbüttel.

## Werk
Habich schuf eine Vielzahl von Plastiken und Skulpturen, darunter Reiterstatuen und -statuetten von Mitgliedern des braunschweigischen, hannoverschen und reichsdeutschen Adels. Eine Reiterstatuette des braunschweigischen Herzogs Wilhelm wurde 1895 in Bad Harzburg prämiert. Bekannt wurden seine Porträtbüsten Braunschweiger Persönlichkeiten, darunter Heinrich Caspari, Carl Friedrich Gauß, Franz Abt und Heinrich Büssing. Habichs Werke befinden sich in Braunschweig, Hannover, Leipzig und Berlin.